# Cistopol
Cistopol (ru. Чистополь) este un oraș din Republica Tatarstan, Federația Rusă și are o populație de 63.029 locuitori.

## Personalități născute aici
- Aleksandr Butlerov (1828 - 1886), chimist;
- Sofia Gubaidulina (1931 - 2025), compozitoare.